# ロバート・マーシャム (初代ロムニー男爵)
初代ロムニー男爵ロバート・マーシャム（英語: Robert Marsham, 1st Baron Romney FRS、1685年9月17日 – 1724年11月28日）は、イギリスの政治家。1703年から1716年までサー・ロバート・マーシャム準男爵の称号を使用した。1708年から1716年まで庶民院議員を務めた後、1716年にロムニー男爵に叙された。

## 生涯
第4代準男爵ロバート・マーシャムとマーガレッタ・ボスヴィル（Margaretta Bosville、トマス・ボスヴィルの娘）の息子として、1685年9月17日にブッシーで生まれた。1701年8月9日にオックスフォード大学セント・ジョンズ・カレッジに入学、1703年3月25日に父が死去すると準男爵を継承した。
1708年イギリス総選挙でメイドストーン選挙区から出馬して当選、議会では1710年にヘンリー・サシェヴェレルの弾劾に賛成票を投じ、1711年12月の「スペインなくして講和なし」の動議にも賛成票を投じるなど、ホイッグ党の一員としてふるまった。
1716年6月22日にグレートブリテン貴族であるロムニー男爵に叙され、1717年にドーヴァー城総督に任命された。1723年11月21日、王立協会フェローに選出された。
1724年11月28日にフリス・ストリートで死去、息子ロバートが爵位を継承した。死後、クレイフォードで埋葬された。

## 家族
1708年8月19日、サー・クラウズリー・ショヴェルの娘エリザベス（1750年11月17日没）と結婚した。儲けた子女のうち、下記の2人以外は早世したか、生涯未婚だった。
- ロバート（1712年8月22日 – 1793年11月16日） - 第2代ロムニー男爵、子供あり
- エリザベス（1711年8月15日 – 1782年9月25日） - 1741年4月21日、ジェイコブ・ブーヴェリー（後の初代フォルクストーン子爵）と結婚、子供あり